# Oliver Lewis
Oliver Lewis, född 1856, död 1924, var en amerikansk galoppjockey. Den 17 maj 1875 segrade Lewis i den första upplagan av Kentucky Derby tillsammans med Aristides. Duon segrade med två längder, och satte nytt amerikanskt rekord över en och en halv mile. Lewis och Aristides kom även på andra plats i Belmont Stakes, som nu är det tredje löpet i en amerikansk Triple Crown.
Lewis föddes i Fayette County, Kentucky 1856. Efter sin död 1924 begravdes han på Benevolent Society No. 2 Cemetery, som nu är känd som African Cemetery No. 2.
Den 8 september 2010 döptes gatan Newtown Pike Extension i Lexington, Kentucky, om till Oliver Lewis Way, för att hedra Lewis historiska prestationer.